# Bałamutka

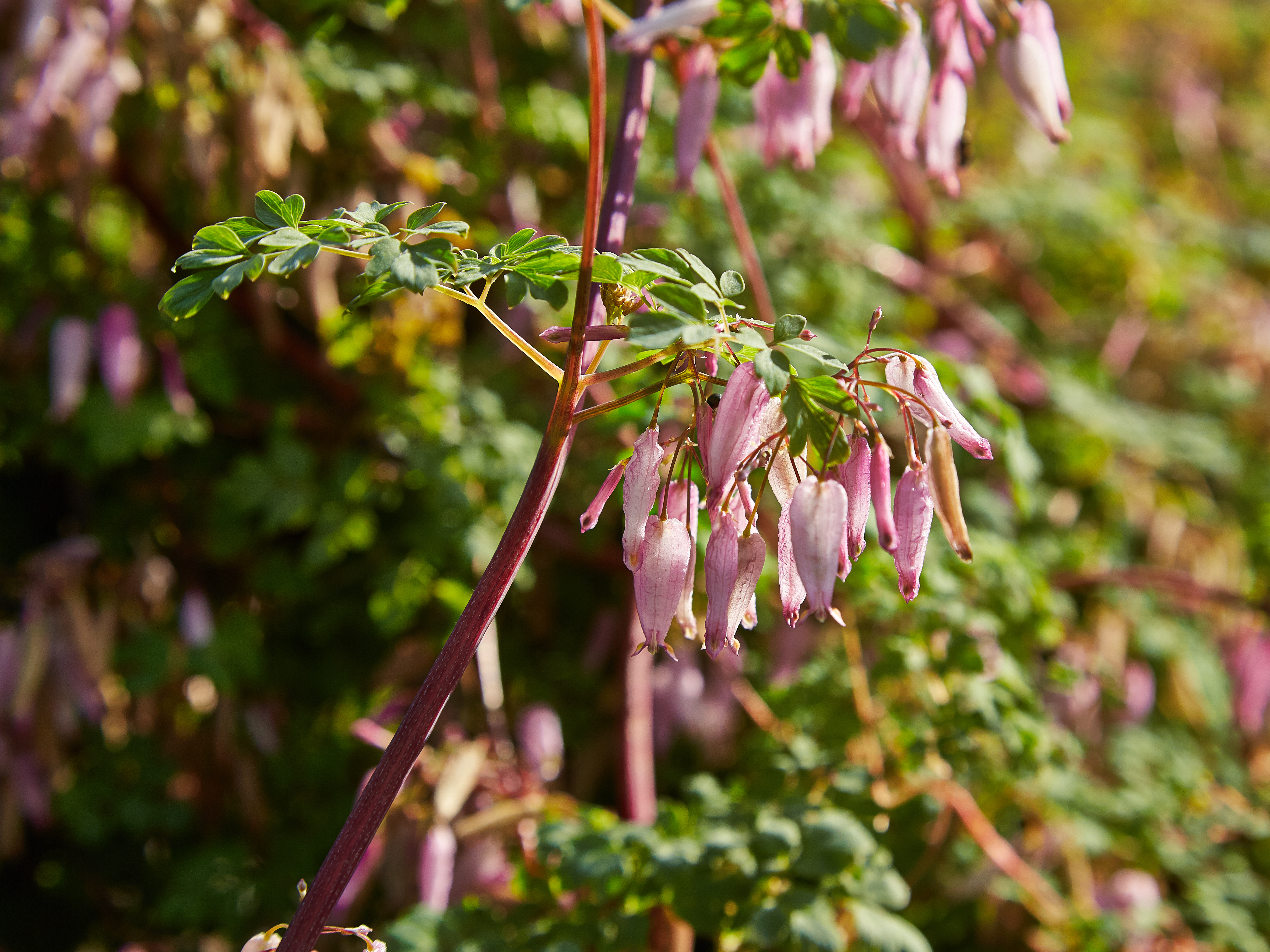
Bałamutka grzybkowata

Bałamutka (Adlumia) – rodzaj roślin z rodziny makowatych (Papaveraceae). Należą do niego dwa gatunki – bałamutka grzybkowata (A. fungosa) występująca we wschodniej części Ameryki Północnej oraz bałamutka azjatycka (A. asiatica) rosnąca w północno-wschodnich Chinach, Korei oraz na Dalekim Wschodzie Rosji.

## Morfologia
Pnące się rośliny zielne, dwuletnie, być może także jednoroczne. Pnąca łodyga wyrasta dopiero w drugim roku życia rośliny, zwykle jest nierozgałęziona. Liście ogonkowe, mają blaszkę silnie 3-5-krotnie podzieloną z całobrzegimi łatkami. Końcowe odcinki blaszki liściowej są zredukowane i pełnią funkcje czepne. Wielokwiatowe, groniaste kwiatostany wyrastają z kątów liści. Kwiaty dwubocznie symetryczne. Owocem jest wąska, sucha i otwierająca się dwiema klapami torebka zwykle z 6 nasionami pozbawionymi elajosomów. 

## Systematyka
Pozycja systematyczna według Angiosperm Phylogeny Website (aktualizowany system APG III z 2009)
Rodzaj z plemienia Fumarieae, podrodziny dymnicowych Fumarioideae, rodziny makowatych Papaveraceae zaliczanej do rzędu jaskrowców (Ranunculales) i wraz z nim do okrytonasiennych.
Wykaz gatunków
- Adlumia asiatica Ohwi – bałamutka azjatycka
- Adlumia fungosa (Aiton) Britton, Sterns & Poggenb. – bałamutka grzybkowata[8]